# Lave Eskesen Brock
 Der er flere personer med dette navn, se Lave Brock.
Lave (Lauge) Eskesen Brock (død 1503) til Estrup og Bregenholm var en søn af Eske Jensen Brock og Ellen Henriksdatter Gyldenstierne.
Hans eftermæle er lige så slemt som faderens: han var voldsom, ustyrlig og trættekær, hvis liv gik på en uafladelig strid og fejde, som varede i 15 år (1460-75), kun et kortvarig forlig afbrød fejden med slægten Rosenkrantz, særlig med dennes to hovedrepræsentanter, Hovmesteren Otte Nielsen og sønnen Erik Ottesen. Årsagen til denne fejde er ikke kendt, men den må utvivlsomt søges i en af de sædvanlige ubetydelige tvistigheder mellem naboer. Rosenkrantzerne kunne ikke få bugt med deres ustyrlige modstander. Han fængslede, pinte, mørbankede, ja endog dræbte deres tjenere, han lagde sig uden for deres borge med væbnet mandskab og truede med at slå dem ihjel.
Deres ven og tilhænger, den rige borger i Randers Niels Paaske, myrdede han i «Rosenlunden», som det hedder i visen, der blev digtet om denne sørgelige begivenhed. Ja, han greb endog Herredsfogeden på Tinge, slæbte ham til Estrup Mølle og tvang ham med trusler til at afsige og underskrive en kendelse til sin fordel. Lidet nyttede procedurer og voldgiftskendelser under sådanne omstændigheder, og det var først da Kong Christian personligt tvang Lave Brock til at række hånden frem, der kom et forlig.
På trods disse bedrifter fik han dog Ridderslaget, og han indviede derpå sin nye værdighed med at blive erklæret for Tremarksmand og altså uværdig til at forfølge nogen Sag for Retten.
Han arvede efter sine forældre i 1472 Vemmetofte
Om han har udmærket sig som kriger i Ditmarsken i 1500, lader vi være usagt; han blev anset for død, men levede dog op igen og døde først tre år senere efter at have givet en gård til Sankt Hans Kloster i Odense til messer for sin sjæls frelse.

## Ægteskab
Lave Eskesen Brock var gift med:
- Else Pedersdatter Laxmand (ifølge DAA Else Poulsdatter),

datter, Anne Lagesdatter Brock, (død 1524)
- Kirstine Pedersdatter Høg (efter 1466) , der efter hans død giftede sig med Peder Lykke til Demstrup.

søn, Niels Lavesen Brock, (død 1534)
datter, Ide Lagesdatter Brock, (død 1531)